# Абд ар-Рахман Санчуэло
Абдаррахман (Абд ар-Рахман) ибн Санчул (араб. عبد الرحمن شنجول‎; около 983, Кордова, Андалусия — 3 марта 1009, Кордова, Андалусия) — хаджиб и фактический обладатель Кордовского халифата (20 октября 1008 — 3 марта 1009). С ним завершилось правление потомков аль-Мансура в халифате, а в самом государстве началась гражданская война, что в конечном итоге привело к распаду Кордовского халифата.

## Жизнеописание
Представитель династии Амиридов. Младший сын аль-Мансура (939—1002), хаджиба и фактического правителя халифата (978—1002), и Урраки Наваррской (получила мусульманское имя Абда). Его дедом по материнской линии был Санчо II, король Наварры (970—994). Отсюда происходит дополнительное имя Абдаррахмана — ибн Санчул (на испанском языке Санчуэло, арабском — Шанчул). В 992 году во время визита короля Наварры Санчо II в Кордову Абд ар-Рахман впервые встретил своего деда. В 997 году за участие в походах в Магриб и против соседей-христиан Абд ар-Рахман получил от своего отца аль-Мансура почётный титул Насир аль-Даула («Защитник династии»). В 1000 году принимал участие в битве при Сервере.
За времена правления своего старшего сводного брата Абд аль-Малик аль-Музаффара (1002—1008), который стал хаджибом после их отца аль-Мансура, Абд ар-Рахман был назначен главой северного приграничья халифата. Принимал участие во всех военных походах 1003-1008 годов против королевств Леон и Наварра, графства Кастилия. Перед смертью своего старшего брата Абд ар-Рахман получил от него должность визиря.
В октябре 1008 года после внезапной смерти своего старшего брата Абд аль-Малик аль-Музаффара Абд ар-Рахман Санчуэло унаследовал должность хаджиба Кордовского халифата. Вместе с тем его обвиняли в отравленные брата, впрочем, наверное, безосновательно. В отличие от своих отца и брата Абд ар-Рахман решил занять трон халифа. Для этого в ноябре того года заставил кордовского халифа Хишама II объявить себя наследником трона. Это вызвало недовольство арабской знати и жителей Кордовы.
В начале 1009 года Абд ар-Рахман выступил в поход против Альфонсо V, короля Леона, и Санчо I, графа Кастилии. Мусульманская армия ворвалась на территорию Галисии. В это время началось восстание в Кордове, которое возглавил Мухаммад II аль-Махди. Его поддержала славянская гвардия (сакалиба). Благодаря этому халиф Хишам II (976—1009) был свергнут с престола. Получив такое известие, Абд ар-Рахман вернулся в столицу, пытаясь подавить мятеж, но его войска при подходе к Кордове изменили своему командиру. Хаджиб Абд ар-Рахман был схвачен и вскоре казнён по приказу нового кордовского халифа Мухаммада II аль-Махди.
Сын убитого — Абд аль-Азиз аль-Мансур — в 1021 году захватил Валенсию, создав здесь самостоятельный эмират (тайфу), которая была свергнута династией Зунуннидов (тайфа Толедо).